# Glossogobius olivaceus
Glossogobius olivaceus és una espècie de peix de la família dels gòbids i de l'ordre dels cipriniformes que es troba al Japó, Xina, Taiwan i Rússia (Sakhalín).